# Гримучник червоний
Гримучник червоний (Crotalus ruber) — отруйна змія з роду Справжній гримучник родини Гадюкові. Має 4 підвиди.

## Опис
Загальна довжина досягає 1—1,5 м. Голова широка, тулуб стрункий. Забарвлення цегляно—червоного, блідого червонувато—коричневого або помаранчевого кольору. Великі ромби уздовж спини трохи темніше, ніж загальний фон тулуба, облямовані блідими лусочками, особливо у передній половині тіла. На хвості перед бряскальцем чергуються вузькі чорні та білі кільця.

## Спосіб життя
Полюбляє пустелі, узбережжя, гірські місцини. Зустрічається на висоті до 1500 м над рівнем моря. Активний вночі. Харчується дрібними ссавцями та птахами.
Це живородна змія. Самиця народжує від 3 до 20 дитинчат довжиною 30 см.

## Отруйність
Отрута досить потужна, містить гемотоксини, протеолітичні ферменти. Укус викликає сильний набряк, біль, синці, некрозу, нудоту, блювоту, клінічну кровотечу та гемоліз.
Отруту використовують у медицині, за один раз беруть до 364 мг отруту (у сухій вазі).
Втім ця змія досить миролюбна, її укуси вкрай рідкі.

## Розповсюдження
Мешкає у південній Каліфорнії (США) та Бахі-Каліфорнії (Мексика).

## Підвиди
- Crotalus ruber exsul
- Crotalus ruber ruber
- Crotalus ruber lorenzoensis
- Crotalus ruber lucasensis